# Sacerdoti del Sacro Cuore di Gesù (istituto secolare)
I Sacerdoti del Sacro Cuore di Gesù sono un istituto secolare maschile di diritto pontificio.

## Storia
Il sodalizio nacque a Milano a metà del '900, ma si ricollega all'Istituto dei Sacerdoti del Cuore di Gesù fondato nel 1791.
Già tra i primi compagni di Pierre-Joseph Picot de Clorivière c'era un gesuita italiano, Luigi Virginio (1756-1805) da Mondovì, docente di teologia morale a Parigi: dopo la restaurazione della fraternità in Francia (1918) a opera di Daniel-Marie Fontaine, il gesuita Ambrogio Maria Fiocchi ebbe l'idea di fare lo stesso in Italia.
La fondazione avvenne il 2 settembre del 1950. Ottenuto il nihil obstat della Santa Sede (6 gennaio 1966), l'istituto venne canonicamente eretto dal cardinale Giovanni Colombo il 9 giugno successivo: ottenne il pontificio decreto di lode il 2 giugno del 1978.
L'istituto conobbe una rapida diffusione soprattutto nell'Italia meridionale, anche grazie all'attività di padre Giuseppe Peluso, S.I.

## Attività e diffusione
I Sacerdoti del Sacro Cuore di Gesù si mettono a disposizione dei vescovi delle diocesi dove operano e assistono il clero locale nella loro missione: la loro spiritualità si caratterizza per la devozione al Sacro Cuore di Gesù e per la pratica degli esercizi spirituali di sant'Ignazio.
Attualmente l'istituto conta 145 membri presenti in Italia, Ruanda e Brasile.